# 안나 (연호)
안나(일본어: 安和)는 일본의 연호 중 하나이다. 이 시기에 일본 왕실의 외척 후지와라씨가 안나의 변을 일으켜 압도적인 지배 체제를 구축하였다.
- 전후 : 고호(康保) 이후 - 덴로쿠(天禄) 이전
- 시기 : 968년 ~ 969년
- 천황 : 레이제이 천황, 엔유 천황

## 개원
- 고호 5년 8월 15일(율리우스력 968년 9월 10일)에 개원하여
- 안나 3년 3월 25일(율리우스력 970년 5월 3일) 덴로쿠로 개원되었다.

## 출전
『예기(禮記)』의 「是故治世之音、安以楽其政和」에서 발췌.

## 안나 시기에 일어난 일
- 2년
  - 안나의 변 발생.

## 서력과의 대조표
| 안나        | 원년       | 2년        | 3년        |
| ----------- | ---------- | ---------- | ---------- |
| 서기 (西紀) | 968년      | 969년      | 970년      |
| 간지 (干支) | 무진(戊辰) | 기사(己巳) | 경오(庚午) |

## 같이 보기
- 일본의 연호 일람

| 이전 고호 | 일본의 연호 968년 ~ 969년 | 다음 덴로쿠 |